# 夏威夷族
夏威夷族是以美國夏威夷群島為居住地的一支民族，其祖先被視為是早期移居到此的波里尼西亞人。根據2010年美國人口普查局結果指出，族群人口為401,162人。

## 民族分布、人口與語言

### 民族分布
夏威夷族多分布於夏威夷島，少部分族人居於美國各州，其中又以加利福尼亞州的夏威夷族人口密度最高。

### 人口
西元1778年，庫克船長抵達夏威夷群島時，人口數量估計在250000人到800000人之間。有些夏威夷族人在夏威夷王國時期紛紛離開，如哈利麥蒂 （页面存档备份，存于），他是第一位到普魯士的夏威夷人。在首次與外界接觸的一世紀間，夏威夷族對外來引進的疾病如流感、天花、百日咳等疾病束手無策，族群人數因而銳減。

### 語言
夏威夷族所使用的傳統語言為夏威夷語，屬南島語系。和英語同為夏威夷州的官方語言。古代夏威夷沒有文字，所以美國傳教士在進行傳教活動的時候，用拉丁字母拼音的方式形成了文字。由於夏威夷語只有七個輔音，所以聽起來較為柔和且具有重複性。在加入美國之後，夏威夷語還一度被禁用，因此懂得傳統夏威夷語人越來越少，至2001年，夏威夷語的母語使用者已少於全州的0.1%，是聯合國教科文組織認定的瀕危語言。

## 地理環境
夏威夷群島由七個主要島嶼還有其他一百多個小島所組成，為熱帶海洋性氣候，再加上位於海底火山活動頻繁的區域，雖然不是處於板塊交界處，但是由於海底的熱點活動，故造成陸地持續隆起。

## 歷史沿革

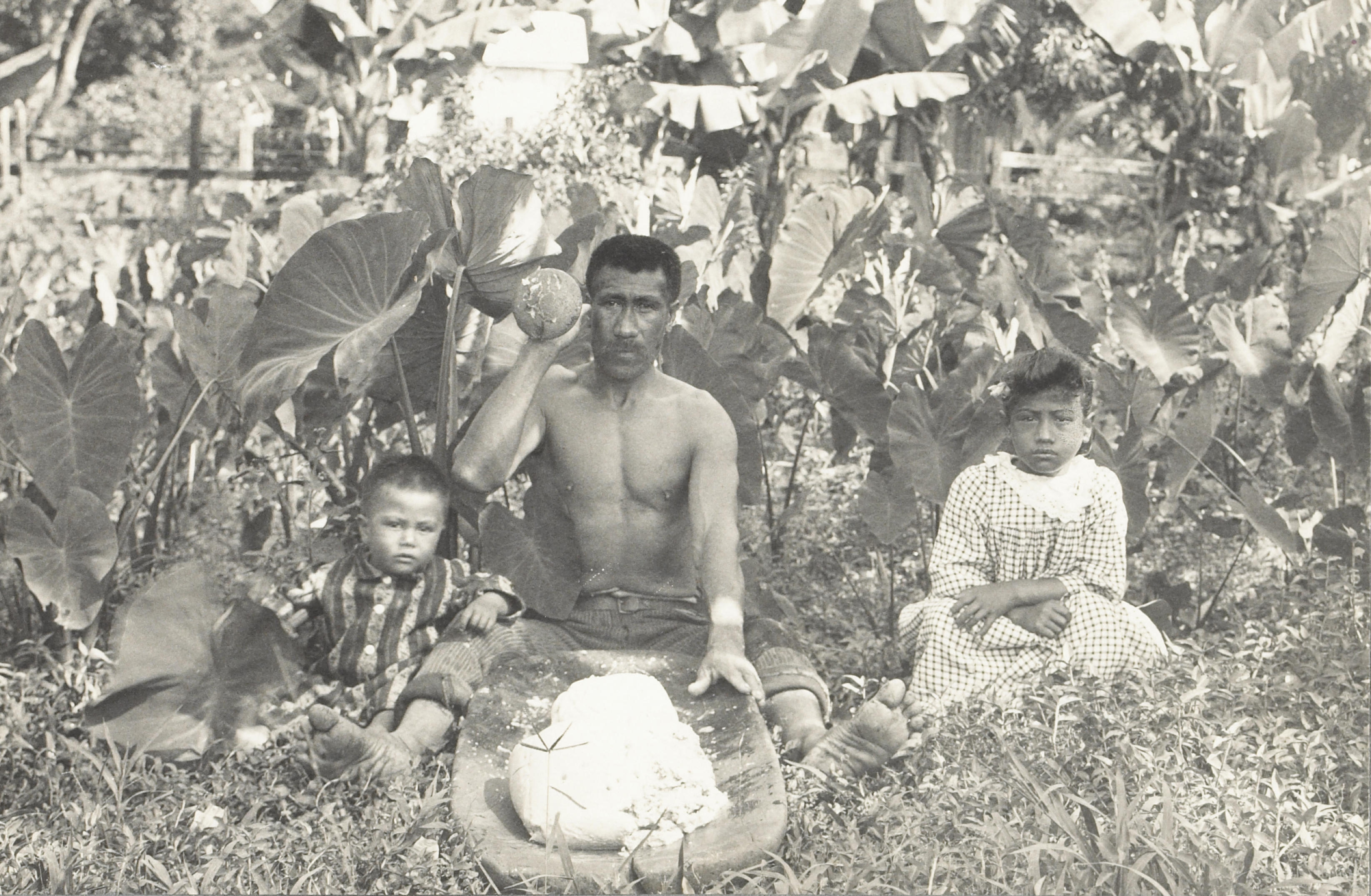
1890年代夏威夷族男子與孩童

夏威夷族人傳說是從南太平洋的馬克薩斯群島遷徙而來。由於地理上，夏威夷處於波里尼西亞三角的北緣，是使用南島語的人群在遷移擴散的一個端點，而這群人約是在西元前1500年從大溪地群島航行至夏威夷群島定居。夏威夷族人的歷史跟夏威夷歷史一樣，大致可區分為三個時期。

### 史前時代（1810年前）
移居至此的南島語族(現今的夏威夷族)順應當地火山稜線顯著的特性，發展出高度嵌於自然環境的土地利用系統Ahupuaa （页面存档备份，存于），
每一個Ahupuaa （页面存档备份，存于） 都是從高山延伸至海洋的集水區，從上游的森林水源、中游的家戶居地，連接至下游的芋頭、作物田灌溉區，在出海口則有人工魚塘，每一個 Ahupuaa （页面存档备份，存于） 都是由 Ali'i（貴族）所擁有管理，類似於小型封建制度，平民在Ahupuaa （页面存档备份，存于）上耕作生活，對貴族納貢服務，也接受貴族保護，而各島嶼中也最高階的貴族統治。在此時期的夏威夷群島，各部落主權尚為獨立自主，未受到強權侵犯。

### 統一時期（1810-1898）

#### 夏威夷王國

##### 建國與改革
19世紀時的夏威夷島酋長卡美哈梅哈開始頻繁接觸到來航的西方船隊，他盛情招待遠道而來的西方白人，並向其出售島上的天然資源作補給，從而得到大量先進的西方軍火、槍砲刀械等作回報。之後逐漸以優勢武力征服附近島嶼，此時越來越多西方船隊造訪夏威夷群島，其中英國船隊與唯一能匹敵卡美哈梅哈的歐胡島國王發生衝突，英國就增加對卡美哈梅哈的軍事援助，間接協助其征服歐胡島，並統一夏威夷群島。在1810年，卡美哈梅哈一世建立夏威夷王國展開長達84年的統治。卡美哈梅哈及其繼位者卡美哈梅哈二世皆為擁抱西方科學知識的開明君主，也任用英國籍顧問協助治國。而卡美哈梅哈二世大刀闊斧地進行改革，廢除許多傳統禁忌(男女不共食等)，招致保守派不滿，進而引發軍事政變，平定政變者後，卡美哈梅哈二世將政治中心遷往歐胡島。在卡美哈梅哈二世廢除禁忌時，美國長老教會主導海外宣教委員正好決定向夏威夷宣教，他們派出了宣教團到夏威夷，取得國王的許可在夏威夷傳教，建立了講道、學校教育與印刷文宣的系統。
在教育的方面，1830 年代夏威夷有三分之一的人受過英語的學校教育，並且設有貴族學校，供夏威夷王國之貴族接受西方教育，而文字印刷的引入和使用，則使得夏威夷在 1830 年代出現了全夏威夷語的聖經和報紙。

##### 國際關係
起初，夏威夷王國不受到間普遍的承認，儘管與英國交好，且卡美哈梅哈一世及二世皆曾致信英國希望將夏威夷地區納入其保護範圍，卡美哈梅哈二世夫婦甚至為了晉見英國國王而染病客死異鄉，但英國對夏威夷的態度卻始終模糊，僅宣布保持友好，不會佔領該地區，但也未表明兩國關係，導致其他國家產生對夏威夷的覬覦。此後歷任夏威夷王國的君主無不努力尋求國際強權承認與保護，例如卡美哈梅哈三世曾遣全權特使至英、法、美國尋求承認主權，但直到1844年，才獲得三國正式外交承認，成為國際社會的一員。1881年，當時的卡美哈梅哈國王進行了為期十個月的環球旅行，其目的在於宣傳夏威夷、尋求更廣泛的外交承認及招募勞工，結束旅行後，卡美哈梅哈打算擴張在波里尼西亞地區的影響力，建立以夏威夷為主的波里尼西亞聯邦，但在其與薩摩亞王國簽約後，引起德、美、英國之關注，在薩摩亞國王被德國軍艦推翻後，卡美哈梅哈宣布終止此計畫。雖然擴張計劃失敗，夏威夷人在國際外交上仍保持高度活躍，且與亞洲的日本也保持連結，卡美哈梅哈曾向日本提出皇室聯姻，日本因顧忌美國而拒絕但兩國之後也在1886年簽訂了移民條約。
在1890年代，日本移民至夏威夷人口已高達十五萬人，站當地總人口數40%，使美國備感威脅，也開始搶奪該地區主導權。
但在1898年前，夏威夷地區皆還是由原生夏威夷人來進行統治。

##### 經濟與美國干涉
19 世紀西方的捕鯨船從鯨群逐漸耗竭的大西洋轉移往太平洋，夏威夷本身的檀香木交易，加上遠東地區和美洲西岸之間的貿易交換，使得夏威夷在 1830 年代已經成為大平洋重要的航海中繼站與交易據點，
而 1830 年代中期之後，美國的商人跟夏威夷王租地種植甘蔗，因為地理環境氣候的因素，收穫非常良好，熱帶農業活動在夏威夷快速展開，而取代了捕鯨業，成為夏威夷最主要的產業，並在1875年，美國與夏威夷簽訂了貿易互惠條約。但美國方面，由於南方製糖業發達，便要求在夏威夷設立永久軍事基地並排他性使用珍珠港，來交換延長互惠條約，最終在1887年，反對此條款的首相被槍隊威脅下台，夏威夷王妥協同意此條件。
1887 年，夏威夷發生政變，主要發動者為美國傳教士後裔的少數白人律師、商人與政客，再加上槍隊，他們以暴力脅迫國王簽署新憲法，廢止了君主的主要權力，將權力轉移到由白人控制的內閣，此部憲法
因而被稱為『刺刀憲法』。刺刀憲法讓原本屬於夏威夷貴族世襲的王權頓時被白人取代，君主雖然名義上仍是國家的領導人，但是實際的權力已經大不如前。雖然夏威夷王國苦心的在經濟利益、政治主權上力求出路，但由於南方製糖業的遊說，1891 年美國通過了McKinley Tariff Act(麥金利關稅)，讓其以提供美軍基地換取經濟利益的策略功虧一簣，旨在降低了所有外國進口至美國之蔗糖的關稅，同時對美國國內的蔗糖業予以補貼，如此一來等於是變相取消了對夏威夷的特殊優惠，又為美國南方的製糖業降低了成本，隔年夏威夷陷入經濟大衰退，而島內要求將夏威夷併入美國的呼聲更加高升。  

#### 夏威夷共和國
1891年利留卡拉尼女王登基後，打算恢復夏威夷王室的權力，並在1893年宣布推出新憲法，此舉受到保皇派夏威夷人支持，但也招致白人反對，最終組成安全委員會並聯合當時駐紮於當地的美軍發動政變，建立新臨時政府夏威夷共和國。女王為了保護人民，宣布將主權讓渡給美國，並發布公開信強調未向發動政變者投降，期待美國之後介入調查，並恢復王室權力。當時在英國就學的王儲Kaiulani公主臨時前往美國面見總統格羅弗·克里夫蘭，請求恢復夏威夷王國的獨立，不久後美國派一位特使前往夏威夷，並承認美國非法使用武力協助政變者推翻既有政權，因此美國有責任協助夏威夷王室恢復權力。儘管當時美國總統答應協助利留卡拉尼女王，但1894年參議院通過法案，認為夏威夷人有權維持國內政策與主權，美國不應介入，限制了總統協助夏威夷王國回復的可能性。因此由臨時政府掌握的權力日益擴大，1897年上任的新任總統威廉·麥金利也更展現對夏威夷的野心。同年，夏威夷共和國政府單方面解除1886年簽訂的日夏移民條約，並遣返一千餘名日本勞工回國，在尋求國際幫助失敗後，日本獨自行動，派遣軍艦前往夏威夷與美軍對峙，最終以夏威夷政府賠償日方75000美元作結，但也激怒了美國。之後的美西戰爭，美國取道夏威夷前往關島，更意識到夏威夷戰略地位的重要性，戰後西班牙向夏威夷求償，更使美國得到併吞夏威夷的理由，使美國主張兼併的勢力發動以1898年2月在參議院的投票向夏威夷簽訂條約，但未能通過後轉為以國內法形式兼併。1898年6月，美國眾議院通過【新地法案】，以國內法代替條約，7月麥金利總統簽屬條約，1898年8月12日在利留卡拉尼皇宮前完成兼併夏威夷的儀式。
至此，夏威夷人完全喪失對其領土的主權，夏威夷共和國消亡。

### 美國殖民時期(西元1898-1959年)與美國領土時期(西元1959年迄今)
兼併夏威夷後，卸任的夏威夷總統桑福德·多爾被任命為首任總督。而之後美國國會通過了夏威夷組織法，此法案授權美國總統直接任命夏威夷總督，並設立兩院制的立法機構，國會議員由人民投票選出。司法制度則是由首席大法官領導的幾位法官執掌，設有最高法院及上訴法庭。(法官是由參議院及美國建議所提出人選)，此法案也提供了夏威夷在美國一個無表決權的國會代表，以及能在眾議院行使權力的美國代表。
戒嚴
1941年至1945年，因應二次世界大戰爆發，夏威夷政府宣布戒嚴，立法機關及法院暫時無限期解散，領土總督被剝奪行政權力，由軍方派出軍事總督組成軍政府，在此期間政府對六歲以上的所有居民進行指紋識別，實施停電和宵禁，配給食品和汽油，審查新聞和媒體，審查所有郵件，禁止飲酒，分配營業時間，管理交通。軍事統治者的法律被稱為一般命令。違反命令在沒有軍事法庭上訴前就會受到懲罰。
1954年民主革命
是在夏威夷群島發生的非暴力革命，包括總罷工，抗議和其他公民不服從行為。革命在1954年的選舉中達到高潮。由於夏威夷共和黨長期統治，且在糖業處於優勢寡占地位。透過大大小小的不公正審判及對原生夏威夷人的壓榨，於是白人、夏威夷人發動革命反抗共和黨人。此次事件後造成共和黨在國會失勢，民主黨掌控了國會，但總督仍為共和黨派來的塞繆爾·懷爾德金，其在任內動用了71次否決權阻撓民主黨建立新政府，但民主黨人仍不斷嘗試進行體制改革。
正式成為美國的一州
在 1946 年聯合國提出最早的〈聯合國非自治領土名單〉，美國也將夏威夷列入該名單內，依照聯合國的去殖民規範，這些地區的人民有權決定其與託管國家之間關係，1959年，夏威夷舉行公投，在總人口60萬人，登記選民15.5萬人中，高達93%支持成為美國一州，反對票只有不到八千票，而美國國會也通過法案接受公投結果，夏威夷正式成為美國第五十州。
迄今政治傾向
夏威夷州的選民不少傳統上支持民主黨，除了1959－1962年及2002－2010年州長一職由共和黨人出任外，其餘時期都是由民主黨人出任。
性別平權
2013年11月13日夏威夷通過同性婚姻法案，成為美國第15個同性婚姻合法的州。

## 社會、家庭與婚姻

### 社會
古代夏威夷是一個由波利尼西亞人創建的階級社會。社會種姓制度主要有以下幾種：
- 宗教領袖組織（阿里），極少數人擁有最高地位，擁有神力。
- 魔法師、宗教牧師、專業人士包括木工師傅和造船工匠、詠唱者、舞者、系譜學家、醫生和治療師。
- 馬卡，平民養殖、捕撈和製作簡單的工藝品。他們不僅養活自己家庭，並且支持供養社會部門的負責人和魔法師。
- 卡烏瓦（Kauwā），他們被認為是戰爭俘虜及其後裔。高等種姓和kauwā之間的婚姻是嚴格禁止的。kauwā常被用當犧牲品，就是獻在祭壇的祭品。社會最底層的人物是奴隸。奴隸生下來就是酋長的私人財產，和禽畜沒有兩樣。社會上人們稱奴隸為"髒東西"，奴隸的額頭上常有如下圖騰記號：半月形、三角形或點點。[7]

#### 卡普（KAPU）制度
詳見KAPU制度 （页面存档备份，存于）
卡普制度劃分人的等級和規定男尊女卑。社會等級由高到低是酋長和牧師、平民、奴隸。卡普制度規定不同等級的人在什麼地方捕魚打獵、種田收穫、游泳嬉戲，吃什麼樣的東西，怎麼樣穿戴，違者就是死罪。因為等級森嚴，一切都是世襲，稍有逾越，便是死罪。卡普制度其實是維持血統、保護統治階級利益的制度。幾千年下來，在嚴刑酷吏的統治下，夏威夷人因面對現實生活而逐漸接受了這樣的命運。人們相信神靈、相信宿命，他們認為神的能力大小由排在神的家族中的輩份和年齡而定，因而人的地位高低也由家族在社會中的地位和人在家族中的輩份和年齡而定。輩份越高年齡越長者資格越老。社會的主宰是酋長和祭師。平民不能直視酋長，不能觸摸酋長的物品，看見平民抬著給屬於酋長的物品，也要退避、下跪，不得直視。酋長路過留下的腳印，如果平民擅自踩上去，就是大大的不敬，也是死罪。傳說酋長能時刻從遠祖和神靈那裡得到神氣和靈氣，俗稱瑪那（MANA），誰擋了瑪那，就是犯了天條，死罪。
社會最底層的人物是奴隸。奴隸的來源至今沒有人能知道，有人猜測是最早來夏威夷的兩個部落相互爭鬥失敗一方的後代（傳說夏威夷歷史上有兩種人，一種是今天還能看到的人高馬大的夏威夷人，一種是已經消失的小矮人）。他們出現在其他等級的人們面前時必須頭帶樹皮紙帽。奴隸是不能隨便走動的，唯一能去的地方是酋長家，做酋長的使用工具。他們的視線必須永遠朝下，若他們和其他等級的人通婚,生下的孩子就會被擰死。需要用人祭、祭祀神的節日來臨的時候,酋長的手下會將用來做人祭的奴隸抓來，並在他的脖子上繫一個葫蘆。直到今天,夏威夷族人吵架時還能聽到這樣的詛咒：你祖先的脖子是繫過葫蘆的。
卡普制度還規定了男尊女卑。男人是光，女人是黑暗；男人是堅強，女人是虛弱；男人是純潔，女人是淫蕩；男人是善，女人是惡。男人和女人是對立的，男人要小心女人吸他們的麻捺。在這種觀念的社會裡，女人受很多限制，如不允許和男人同桌吃飯（男人吃的飯和女人吃的飯要分開來煮）、不許吃椰子（椰子是一位神的化身，也是男性勃起的意思，所以女人不准碰）和香蕉（香蕉象徵男性生殖器所以女人不准吃）、不許吃烤豬肉（豬是夏威夷的節慶食物，豬也是傳說中的一位神）和海龜肉，有些公共場合女人不許出現。女人每月生理期的時候要關在一間月經屋裡，不能隨便走動，因為他們認為這時的女人有穢氣，讓男人看見了要倒霉。女人分娩要有專門的地方，不可以在男人經常走動的地方。女人違背卡普制度會被掐死然後棄屍；而男人違反了卡普,則會被石投或石斧擊死，然後火化成灰，作為祭品給神享用。
這樣的卡普制度形成了很多獨特的社會習慣。在夏威夷，造船、做漁網、耕田，這些都不是女人的事，女人也被認為會帶來厄運故不允許出現在這種場合。女人的職責就是繁衍後代、做手工。男人出海打魚，家裡人不可以問他上哪裡，也不可以在男人離家期間招待客人，出海的男人亦不可以帶香蕉上船否則就會倒霉。卡普制度的廢除始於1819年，由夏威夷王國第二任國王卡美哈梅哈二世在父皇駕崩後登基繼位之時開始推動。當時西方基督教開始盛行，西方的基督宗教及道德價值觀由傳教士傳遍夏威夷，平民和婦女很快就接受這種新傳入的西方宗教。國王的寵妃卡阿呼瑪努一反女人不能參政的傳統，大膽地和新國王共同共同執政治國，同時她亦說服新王與自己以及一群貴婦同桌子上吃飯。男女同桌吃飯這在當時是被社會廣泛地認為違反千年傳統天條必遭天譴的行為，但當起初迷信的民眾開始看到國王及妃子最終並沒有遭到任何天譴，反而在推行西化以後治國順暢國力還蒸蒸日上，夏威夷族人開始懷疑封建的卡普等級制度及其原始宗教，最終完全將其摒棄。

### 家庭與婚姻
統治階級傾向於近親通婚，實行一夫多妻制和一妻多夫制，特別是在首領中。地位的承襲主要通過母系。在夏威夷的家庭裡，女人是沒有地位的，男人和女人不能平起平坐。男人可以有很多妻子，但男人和女人是不能同床共枕的，在男人的床頭，被寵幸的女人可以有個地板床，其他女人則睡到別的地方去。

## 產業與生活

### 手工藝
"Na hana noeau"的意思是"實用而精湛的作品"，它表示古代夏威夷藝術不但實用而且美觀，夏威夷人把審美標準運用到實用的手工藝品中，因為每一件作品都要反映出它的內涵。多採用布料、樹葉和羽毛。
- 布料

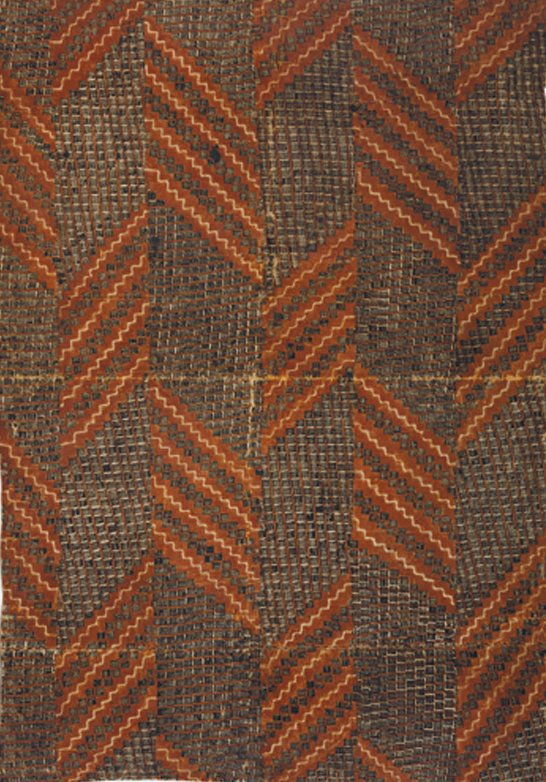
夏威夷卡帕

卡帕（Kapa）是一種精製的的布料，由加工構樹皮纖維而製成。先精心挑選優質樹木，剝掉最外面一層的樹皮，把裡面的樹皮一層層剝下來放在海水裡浸泡、發酵，然後用岩石敲打，再放在太陽底下曬乾。當曬乾的樹皮達到一定的量時，又把它們浸在海水里，然後搗爛，接下來把樹皮放在香蕉葉底下讓它發酵變軟。變軟的樹皮先揉再用木槌敲打，然後再浸到海水里，這個過程進行一兩遍就完成了。
把卡帕（Kapa）做成的布縫在一起可以做成毯子、印花纏腰布短圍裙或穆穆袍。先把竹子或奧西亞（ohia）樹木浸到天然的染料中，然後在布上反覆按出一些複雜的幾何圖形。卡帕（Kapa）也可以擰成繩索來編織魚網或網兜。
- 樹葉

哈拉（hala）樹葉今天仍被用來做許多東西如碗、帽子和地墊。人們先把哈拉（hala）樹葉弄乾，然後拔掉刺，再浸水得到一種纖維，再把這種纖維認真地編成各種實用的東西。哈拉（hala）樹葉可以織密一點做成堅硬的外層或織鬆一點做成柔順點的東西。
- 羽毛

羽毛過去曾經被用來做一些漂亮的鮮豔的裝飾品，這些裝飾品是專為夏威夷高級首領做的。專業的捕鳥人員仔細地研究當地鳥類的生活習性，這些鳥包括咿咿嗚咿（iiwi，鐮嘴管鴰）、歐歐（oo，歐胡吸蜜鳥）、馬末（mamo，夏威夷管舌鳥）、阿帕帕尼（apapane，'apapane （页面存档备份，存于））、納咿（ nae）、阿胡胡拉（ahuula，'Ahu'ula （页面存档备份，存于））等，然後捕一些羽毛夠做一樣東西的鳥。羽毛可以做成羽毛披肩、羽毛旗、葫蘆撥浪鼓、腳鐲、手鐲等，而這些只是羽毛製品中的一些。更長些的專為最高首領做的披肩要求更精湛的手藝，並且要用稀有的鳥類的和最鮮豔的羽毛。

### 被子
古代夏威夷人不縫被子，縫被子是從早期做卡帕（Kapa）開始的。夏威夷的被子受到西方傳教士帶來的縫紉技術的影響，形成了自己的風格，加入了一些夏威夷的美景和古代神靈等。卡帕－阿帕納（Kapa apana）是夏威夷縫被子的一種方法，它把三層縫在了一起，最上面這層有修飾，中間的一層是纖維層，下面這層沒有任何修飾。
人們把大量的自然元素融入到夏威夷的被子中，包括樹葉、花的圖案和有象徵意義的圖案等。這些有象徵意義的圖案可以是一些特殊的地方、皇室成員、歷史事件、抽象思維、家庭關係等，因此每一針都有意義，被面上還精心縫上了糧食和水果，這代表營養，據說會保佑縫被子的人成功。許多人認為夏威夷的被子能傳承縫被子的人的精神、祝福和阿羅哈（aloha）。按照以前的傳統，夏威夷的被子可以埋在做這條被子的人墓中，以代表他的精神完整。雖然夏威夷許多最早的被子樣式已經沒有了，但是現在的人把傳統樣式融入到現代樣式中來保存這種傳統藝術。

## 信仰與習俗
夏威夷社會的宗教信仰屬於多神教的一種。他們有各種各樣的神，有的神需要用活人祭，有的需要用整豬做祭品。每年夏威夷有一定的時節要舉行各種敬拜儀式。用活人做祭品的來源首先就是犯了卡普制度的平民，如果屆時沒有違反卡普制度的平民，那人祭就從奴隸中找來。在基督教進入夏威夷之前，夏威夷人認為奴隸之所以投胎成為奴隸，是因為他的靈魂在前世受到了咒詛,奴隸改變命運的辦法，一是在酋長建房子或造廟宇的開工典禮上，在人們的祈禱聲中，跳入插房粱的四個槽裡，犧牲自己的肉身用靈魂來保護新屋（廟宇）的安全，這樣他下輩子就不會再投胎成為奴隸；還有就是讓人將他按在海裡淹死，淹死的時候必須有形式，要頭朝上直立，同時請人做禱告，請海神接納，海神就會為他破除咒詛。

### 夏威夷神
許多夏威夷人都相信神是真正存在的，因此，很多人十分敬重神。
- 肯恩：生物的始祖，他的地位等同於太陽、淨水和森林。
- 庫：戰神，古時候庫將人類獻給肯恩。
- 卡納羅（Kaneloa）：掌管墓地的神。
- 羅諾：掌管種植、下雨、收穫、和平和運動的神。
- 佩蕾：火山女神。
- 希娜：掌管女性工作的女神。
- 露卡：草裙舞女神。
- 庫拉：漁民之神。
- 帕帕：掌管土地肥力的女神。
- 卡那羅（Kanaloa）：死亡、黑暗、海洋之神。
- 婆莉亞胡（Poliahu）：茅那齊的雪女神，是佩蕾的冤家。

## 文學與藝術

### 文學

#### 神話
- 火山女神佩蕾（Pele）

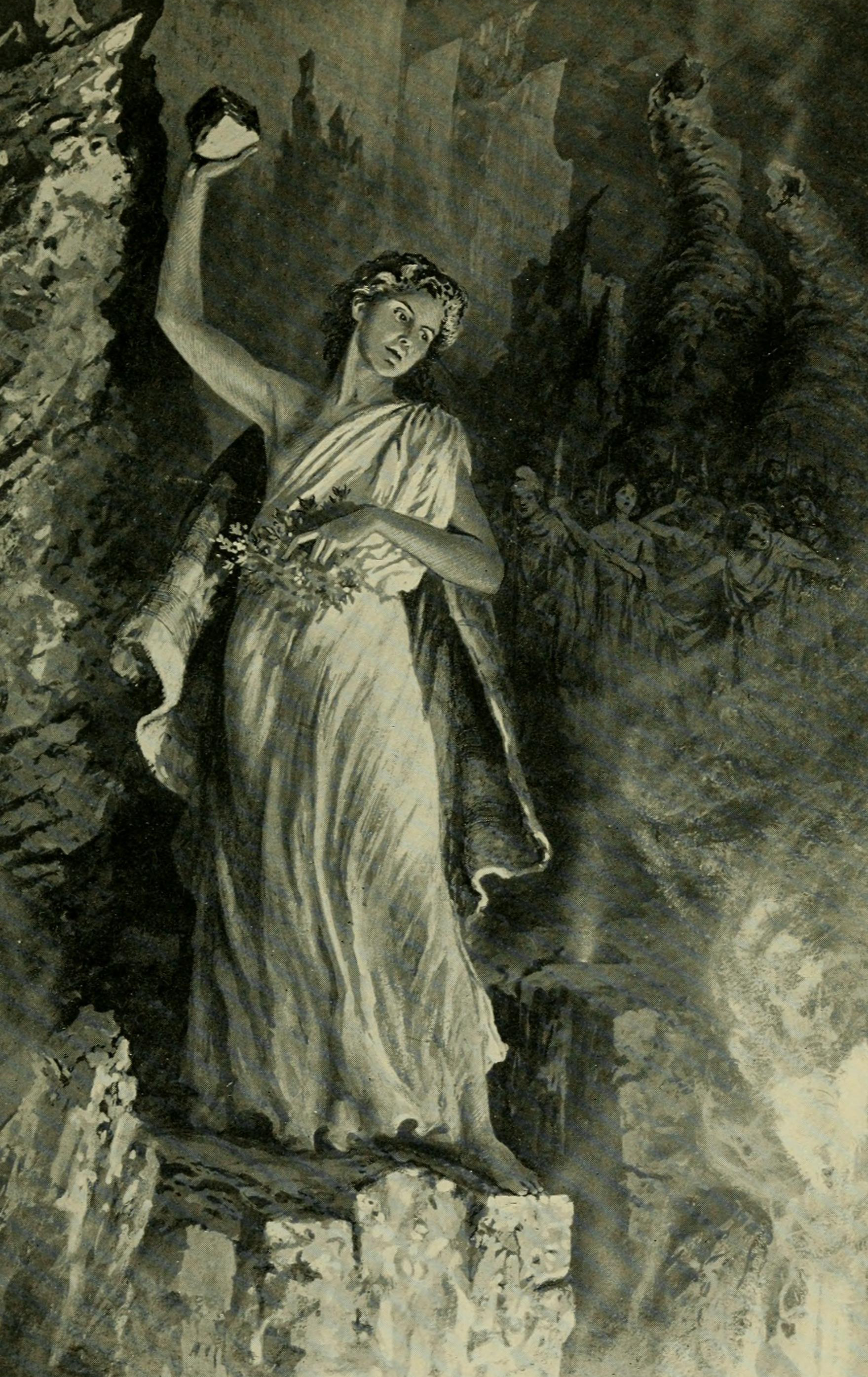
火山女神佩蕾

傳說中佩蕾是玻里尼西亞掌管火、雷電、風的女神，還是夏威夷群島的創造者。她擁有極強大的力量，個性充滿激情、嫉妒和隨意，其敢愛敢恨的個人特質吸引了許多崇拜者，這些人遠從世界各個角落來到大島朝聖，更有人不怕火山爆發的危險，居住於火山的邊緣，認為藉此能與女神的距離更加接近。

### 藝術

#### 圖騰
人們畫圖騰來代表神或神特有的力量。也只有這些精緻的圖騰才能保護人們免受傷害、在戰鬥中增加力量和糧食豐收。
用圖騰表示的夏威夷的神包括:
- 庫(ku)戰神
- 羅諾(lono)農業及和平之神
- 肯恩(kane)生物的始祖，太陽、森林和淨水之神
- 卡那羅(kanaloa)海洋之神

#### 民謠
夏威夷最著名的民謠為Aloha ʻOe，為利留卡拉尼女王所創作，其來源有多種傳說。

#### 花環

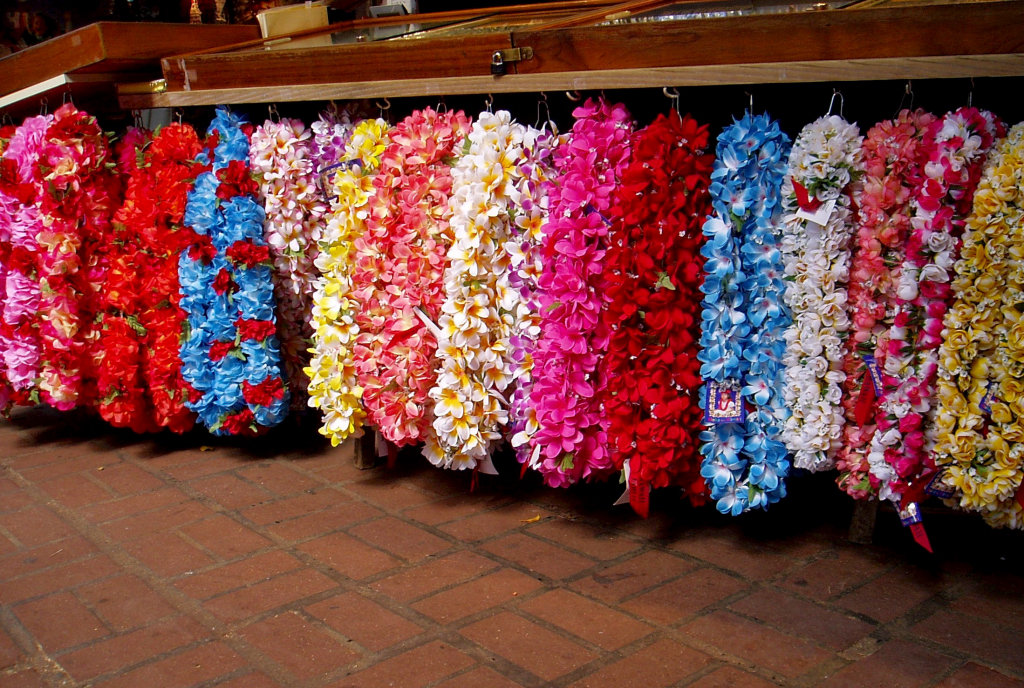
夏威夷花環

花環對於夏威夷文化有著如此重要而特殊的意義，是因為它代表著阿囉哈(Aloha) 精神，展現愛、尊敬、關懷。根據紀載，古時候居住在夏威夷島嶼的玻里尼西亞人，將島上豐富多樣的花朵以及天然的綠葉植物編織成為花環，此傳統便從當時流傳至今日。許多來訪夏威夷的觀光客,再即將離開島時，會將身上所配戴的花環扔向大海，此舉動有著將會再次造訪的涵義。
花環在大大小小的場合與重大節慶中皆會出現，其意義是做為祝福，並表達敬愛與友情的長存。傳統的當地人也相信花環擁有招來幸福和消災解厄的功能，而最重要的涵義是幸福、快樂。
現今常見花環所使用的素材，包括鮮花、草葉、堅果、貝殼、緞帶等等，並以針線串組而成，抑或是用以編織手法，打結成辮子的形式。

#### 呼拉舞

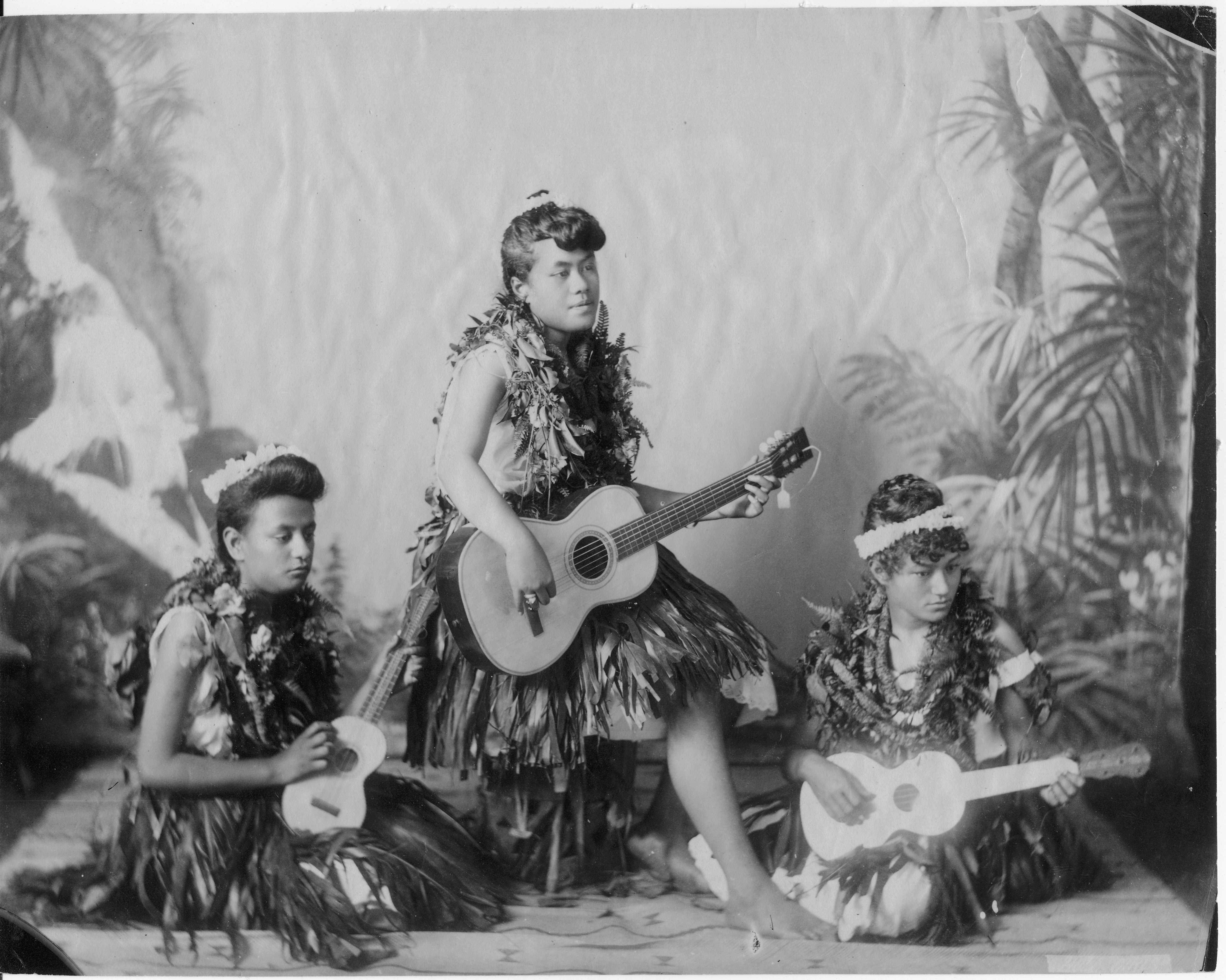
穿草裙的呼拉舞者

「呼拉舞」(Hula)，是夏威夷的傳統民俗舞蹈，由最早定居在夏威夷的玻里尼西亞人所發展。此種舞蹈注重手腳與腰部動作，並且搭配輕快的舞曲。呼拉舞是夏威夷最有代表性的動態藝術，它的表演形式變化多端，可以一個舞者單獨演出，亦可由一隊舞者共同表演。（呼拉舞并不一定需要戴草裙，现代社会对于呼拉舞等于草裙舞的印象是错误的，现代呼拉舞戴草裙的印象来源于大溪地的草裙舞）

## 現況

### 兼併合法性的爭議
在早期的歷史書寫，大多顯示夏威夷族人默認美國兼併夏威夷一事，且大多具有合法、正當性。但將夏威夷兼併的新地法案，是為了取代條約而產生的國內法，在法律關係中，違反了美國憲法及國際法，且根據近年調查，兩個民間團體發起的請願運動各收到了一萬多、兩萬多份的連署書，說明在當時總人口約四萬的夏威夷地區，夏威夷人並非欣然接受加入美國此事。另有學者主張，夏威夷不該被列為聯合國所定義之費自我統治領地，依國際法，夏威夷王國雖被推翻，但並未完全讓渡主權，而1959年的公投並未將其他選項納入投票，僅有「是否同意夏威夷立刻成為美國的一州」，此做法也違反了國際法，且當時開放非夏威夷族進行投票，包括駐軍的美國人，因此整個公投之效力皆受到近代學者質疑。

### 主權運動
在過去美國曾經承諾不侵佔夏威夷、承諾關稅互惠、女王復位，但是卻都一一毀約，因此瞭解這段歷史的夏威夷人對美國有許多的怨懟。但在社會經濟生活乃至文化的層面，夏威夷卻又受美國的影響很深（舉例來說，現今夏威夷主要的就業人口，分佈在觀光業以及和美軍基地相關的工作），而有錯綜複雜的被殖民情結。儘管如此，夏威夷人爭取獨立自主的聲音卻沒有斷絕，特別是在1970年代之後，夏威夷的文化復振運動隨著區域的太平洋主體性運動、全球的原住民族運動串連的浪潮，在美國強大的社會經濟影響下仍產生了一定程度的聲量。這些論述皆追溯美國兼併夏威夷這一段不正義的歷史，但是，對於未來則主要有兩種有不同的想像，其中一者以原住民族運動為核心，希望在美國之中確立夏威夷人的原住民族地位和自治權利，另一者則是以恢復夏威夷王國之主權為主張。

### 1970年代的夏威夷文化復振運動
1970年代，在前英國殖民地中的英語系國家中，像是美國、澳洲、紐西蘭、加拿大，興起了一股原住民族運動的浪潮，像是美國的佔領阿爾卡茲島、佔領傷膝鎮，澳洲的帳棚大使館、紐西蘭的毛利土地大遊行等等，都發生在這個時期，這些在各自所處國家的政治脈絡中的奮鬥，在國際間串連，而逐漸匯集成國際的原住民族權利論述。開始於1970年代的「夏威夷運動」有著追求夏威夷原住民具有與生俱來之土地和海洋權利的目的，並主張原住民應有本土形式的主權，顯示出同時結合了全球原住民族運動和太平洋地區去殖民運動的思想。1976年，一群夏威夷原住民運動者強行登陸了當時的軍事禁地卡胡拉威島，抗議美軍長期在此進行的試炸等破壞環境又不尊重夏威夷人土地文化的行為，經過軍方的試圖阻撓，這些抗議者還是成功登上該島，但過程中卻也有兩人喪生，此一事件被標誌為一個展現夏威夷運動反抗精神的重要事件。1978年夏威夷州政府修改州憲法，設立「夏威夷人事務辦公室」（OHA），同時也回應夏威夷運動中對於文化復振的訴求，並在1980年確定 OHA 每年可獲得夏威夷州之公有土地收益的 20%，這一方面是增加 OHA 的財源，另一方面也是有承認夏威夷原住民對其土地的特殊權利，以及顯示美國政府與夏威夷原住民間持續的保護管理關係之雙重意義。由於長期受到英語教育，1970年代夏威夷語已經瀕危，但是州政府諸多的語言措施（例如語言巢、沉浸式學校、大學的夏威夷語課程等），使得夏威夷語的復振獲得相當的成果。2000年代，夏威夷大學已經可以有由全夏威夷語寫作的碩士論文和博士論文。

### 1993年柯林頓道歉及Akaka法案
道歉法案
1993年柯林頓簽署了道歉法案，該法案承認了在1778年第一批歐洲人抵達之前，夏威夷原住民族已經在共有地權的基礎上，建立高度組織、自給自足，且具有精緻語言、文化與宗教的社會系統，且在1810年建立了統一的君主政體，聯邦政府自1826年至1893年之間，承認夏威夷王國的獨立，承認夏威夷政府，並和夏威夷之君主政權在1826至1887年都締結了條約和協定。聯邦政府部長密謀指派少數非原住民之夏威夷居民，其中包含聯邦政府公民，至具有主權且獨立的夏威夷王國，推翻夏威夷的原住民的合法政府。聯邦政府部長隨即在外交上承認此由共謀者組成、無視當地夏威夷原住民族或其合法政府之同意與否的臨時政府，並違反兩國間的條約與國際法。該法案內容也指出：聯邦政府國會應適當地在事件即將發生一百週年之際，承認夏威夷王國被非法推翻的歷史意義，代表聯邦政府的人民對夏威夷原住民道歉，因為1893年非法推翻夏威夷王國的事件中聯邦政府公民的參與、進而剝奪夏威夷原住民自決的權利，承認夏威夷王國被推翻衍生的傷害，以提供美國和夏威夷原住民族之間的和解一個適當的基礎承諾。
Akaka法案
2000年時任美國參議員的丹尼爾·阿卡卡提出了一個法案，希望在美國的法律中正式承認夏威夷人的原住民族地位，並確認其作為原住民族的特殊權利，但此法案卻招致正反兩面不同的看法，而至今未能通過。因目前沒有明確法律承認夏威夷人特殊之集體民族地位的處境，支持 Akaka 法案的一方因而希望此一法案儘速通過，反對的一方則認為，一旦法案通過，意味著將夏威夷人合法的置於美國的主權架構之下，是一個原本獨立主權的降格，也是斷送了恢復夏威夷王國主權之路，因而主張透過國際訴訟，確認美國的兼併非法，經由國際支持恢復王國主權。

### 引用
1. ↑  .   [2014-11-23]. （原始内容存档于2011-11-18）.
2. ↑  US Census Bureau. American FactFinder 的存檔，存档日期2008-04-13.
3. ↑  .   [2019-09-19]. （原始内容存档于2019-09-13）.
4. ↑  .   [2019-09-19]. （原始内容存档于2019-09-13）.
5. ↑   （页面存档备份，存于）。
6. ↑  盧奧，«浮游夏威夷:海天共蔚藍»，上海書店出版社，ISBN:9787545800036，2009/01/01
7. 1 2 3 4   （页面存档备份，存于），拓朴維度，‹夏威夷波利尼西亞人社會種姓制度、文明程度之高令人驚呀！›，2017/01/08
8. ↑  王華，‹現代性與夏威夷傳統社會變革-對卡梅哈梅哈一世時代的歷史考察›，«史學月刊»，2017/01/19
9. ↑  . An Oral History Project - Dr. Isabella Abbott.   [1 December 2011]. （原始内容存档于2009-10-03）.
10. ↑  Kāwika Tengan, Ty P. Native Men Remade: Gender and Nation in Contemporary Hawai'i (North Carolina: Duke University Press, 2008),  36
11. ↑   （页面存档备份，存于），夏威夷人-百度百科。
12. ↑   （页面存档备份，存于），夏威夷的藝術
13. 1 2 3   （页面存档备份，存于），夏威夷的藝術。
14. 1 2  . To-Hawaii. （原始内容存档于2019-06-02）.
15. ↑   The Queen's Songbook, by Her Majesty Queen Liliʻuokalani, Hui Hanai, Honolulu, 1999, pp. 38-39
16. ↑  樊彥伶著，«Aloha療癒 夏威夷花環»，麥浩斯出版社，ISBN:9789864084029，2018/10/06

### 期刊
- 官大偉.  (PDF). 《台灣國際研究季刊》. 2018, 第14卷 (1期): 頁 00-00  [2023-05-06]. （原始内容存档 (PDF)于2023-05-06）.